# Західне (Нікопольський район)
Західне — село (до 2011 року — селище) в Україні, у Нікопольському районі Дніпропетровської області. Входить до складу Першотравневської сільської громади. Населення — 225 мешканців. 

## Географія
Село Західне знаходиться в балці Довга по якій протікає пересихаючий струмок з загатами, вище за течією на відстані 1,5 км розташоване село Мозолевське.

## Історія
До 2017 року було у складі Першотравневської сільської ради. 
12 червня 2020 року, відповідно до розпорядження Кабінету Міністрів України № 709-р від «Про визначення адміністративних центрів та затвердження територій територіальних громад Дніпропетровської області», увійшло до складу Першотравневської сільської громади.
19 липня 2020 року, в результаті адміністративно-територіальної реформи і ліквідації Нікопольського району(1923—2020), село увійшло до складу новоутвореного Нікопольського району.